# Дом Луковникова
Дом Луковникова (Луковкина) — историческое здание XIX века в Коломне, на территории Коломенского кремля (современный адрес: Улица Лазарева, 28). Объект культурного наследия федерального значения в составе ансамбля Коломенского кремля.

## История
Здание построено в 1830-е гг. Принадлежало стряпчему Луковникову (по другой версии — Луковкину), в дальнейшем — нескольким поколениям семьи Луковниковых.
На доме размещена мемориальная доска о посещении в 1936 году Коломны Анной Ахматовой. На доске — фотография Ахматовой на фоне дома (фотограф — Лев Горнунг) и отрывок из стихотворения «Один лишь день палящего июля…», где, возможно, упомянут дом.

## Архитектура
Стилистически дом принадлежит к московскому ампиру. Выстроен по более раннему «образцовому» проекту, является примером дворянского дома среди характерной для Коломны купеческой застройки. Одноэтажное здание кирпичное, оштукатуренное, с белокаменными деталями. Посередине уличного фасада размещён портик тосканского ордера из четырёх трёхчетвертных колонн, балясины под тремя центральными окнами, мезонин с арочным проёмом. Первоначально над портиком также был балкон с ажурной решёткой, утраченный в 1960-е гг. До той же реконструкции сохранялось парадное крыльцо из белого камня со двора, а также первоначальная планировка с анфиладой из трёх парадных покоев со стороны улицы.